# Fisher-Gleichung
Die Fisher-Gleichung beschreibt in der Volkswirtschaftslehre den nach Irving Fisher benannten Zusammenhang zwischen Nominalzins, Realzins und erwarteter Inflationsrate. Die Fisher-Gleichung besagt, dass der Nominalzins in etwa der Summe von Realzins und erwarteter Inflationsrate entspricht:
{\displaystyle i_{t}\approx r_{t}+\pi _{t+1}^{e},}
wobei {\displaystyle i_{t}} den Nominalzins in der aktuellen Periode {\displaystyle t}, {\displaystyle r_{t}} den Realzins und {\displaystyle \pi _{t+1}^{e}} die für die kommende Periode {\displaystyle t+1} erwartete Inflationsrate bezeichnen.

## Hintergrund
Um den ökonomischen Hintergrund der Fisher-Gleichung verstehen zu können, ist es hilfreich, folgendes Gedankenexperiment zu betrachten.

### Ein Beispiel bei perfekter Voraussicht
Ein Wirtschaftsteilnehmer habe 100 Euro zur Verfügung, die er für ein Jahr anlegen möchte. Die Welt sei frei von Überraschungen, d. h. die zukünftige Entwicklung ökonomischer Größen sei allen Akteuren bekannt (perfekte Voraussicht). Irving hat verschiedene Möglichkeiten, die 100 Euro anzulegen. Eine Möglichkeit besteht darin, das Geld zu einem Zinssatz von {\displaystyle i_{t}} zu verleihen. Beträgt der Zinssatz zum Beispiel 4 % ({\displaystyle i_{t}=0{,}04}), dann erhält er in einem Jahr seine 100 Euro zurück und zusätzlich {\displaystyle 100\times 0{,}04=4} Euro Zinsen, so dass er insgesamt über {\displaystyle 100\times (1+i_{t})=104} Euro verfügt.
Eine andere Möglichkeit für Irving ist, dass er die 100 Euro in ein gewinnversprechendes Projekt investiert, zum Beispiel den Anbau von Weizen. Wir nehmen an, dass eine Einheit Weizen heute 1 Euro kostet und dass sich durch Aussaat und Pflege des Feldes eine Ertragssteigerung in Höhe von 3 % ergibt, so dass in einem Jahr 103 Einheiten Weizen geerntet werden können.
Welche der beiden Alternativen ist besser? Das hängt davon ab, wie sich der Preis für eine Einheit Weizen entwickeln wird. Aufgrund der perfekten Voraussicht sei nun bekannt, dass eine Einheit Weizen in einem Jahr nicht mehr 1 Euro, sondern 1,02 Euro kosten wird. Wir gehen also von einer Preisänderungsrate (Inflationsrate) in Höhe von 2 % ({\displaystyle \pi _{t+1}=0{,}02}) aus. Daraus folgt, dass Irving in einem Jahr die 103 Einheiten Weizen für 103 Einheiten Weizen mal 1,02 Euro pro Einheit Weizen, d. h. für ca. 105 Euro verkaufen kann (genau sind es 105,06 Euro). Es ist also vorteilhaft, das Geld in den Weizenanbau zu investieren und nicht zu verleihen.
Rationale Wirtschaftsteilnehmer erkennen diesen Zusammenhang und verleihen unter den gegebenen Umständen kein Geld für 4 % Zinsen, sondern investieren es lieber in den Weizenanbau. Akteure, die Geld benötigen, werden nun einen höheren Zinssatz bieten, um jemanden zu finden, der ihnen Geld leiht. Ein Gleichgewicht stellt sich erst dann ein, wenn beide Alternativen nach einem Jahr zum gleichen Ertrag führen. Solange eine der beiden Alternativen einen höheren Ertrag verspricht als die andere, wird niemand bereit sein, die andere Alternative zu wählen. Dies führt zu Anpassungsprozessen, wie dem eben beschriebenen Zinsanstieg für Geldanlagen. Andere Anpassungsprozesse sind ebenfalls denkbar. Solange der Ertrag aus Weizenanbau höher ist als der einer Geldanlage, werden immer mehr Akteure in den Weizenanbau investieren. Das erhöht das Weizenangebot in der kommenden Periode, so dass der Weizenpreis in der kommenden Periode nicht mehr um 2 %, sondern aufgrund des größeren Angebotes um einen geringeren Prozentsatz steigt. Beträgt die Inflationsrate nur 1 %, dann ergibt sich wieder das von der Fisher-Gleichung beschriebene Gleichgewicht: beide Alternativen bieten eine Verzinsung in Höhe von 4 %. Diese 4 % setzen sich beim Weizenanbau aus 3 % Ertragssteigerung (Realzins) plus 1 % Preisanstieg (Inflationsrate) zusammen.

### Die Zukunft ist aber unsicher
Natürlich weiß heute niemand genau, wie hoch der Preis für Weizen in einem Jahr sein wird. Daher muss in der aktuellen Periode t eine Erwartung darüber gebildet werden, wie hoch der Weizenpreis in einem Jahr sein wird, und was das für die Inflationsrate bedeutet. Diese erwartete Inflationsrate kann dann zum Vergleich der beiden zuvor beschriebenen Alternativen herangezogen werden, und es ergibt sich die oben dargestellte Fisher-Gleichung als Charakterisierung des ökonomischen Gleichgewichtes zwischen Nominalzins, Realzins und erwarteter Inflationsrate.

### Der Ex-post Realzins
Der Realzins {\displaystyle r_{t}} und die Inflationserwartung der Wirtschaftsteilnehmer sind im Gegensatz zum Nominalzins keine beobachtbaren Größen. Möchte man dennoch die Höhe des Realzinses in einer bestimmten Periode t bestimmen, so kann man näherungsweise den so genannten Ex-post Realzins betrachten. Dieser ergibt sich aus der Fisher-Gleichung, wenn man die erwartete Inflationsrate durch die tatsächliche Inflationsrate ersetzt, die man allerdings erst ex post, d. h. später ab Periode t+1, kennt:
{\displaystyle r_{t}\approx i_{t}-\pi _{t+1}}
Dabei wird unterstellt, dass es keine systematischen Erwartungsfehler über die Inflationsrate gibt. Alternativ können Umfragewerte für die erwartete Inflationsrate herangezogen werden oder Zinsunterschiede zwischen Anleihen mit Inflationssicherung und Anleihen ohne Inflationssicherung verglichen werden.

## Exakte Formulierung der ursprünglichen Fisher-Gleichung (Nominales Arbitrageargument)
Die exakte Fassung der ursprünglichen Fisher-Gleichung lässt sich aus einem nominalen Arbitrageargument herleiten, in dem die nominalen Erträge einer Geldanlage {\displaystyle (1+i_{t})} und die erwarteten nominalen Erträge einer realen Investition gleichgesetzt werden:
{\displaystyle (1+i_{t})=(1+r_{t}){\frac {P_{t+1}^{e}}{P_{t}}}}
{\displaystyle P_{t}} bezeichnet hierbei den Preis des realen Gutes (Weizen im Beispiel oben) in der aktuellen Periode {\displaystyle t} und {\displaystyle P_{t+1}} den entsprechenden Preis in der folgenden Periode {\displaystyle t+1}. Das hochgestellte {\displaystyle e} kennzeichnet, dass es sich um eine Erwartung handelt. Zusammen mit der Definition der Netto-Inflationsrate,
{\displaystyle \pi _{t+1}={\frac {P_{t+1}}{P_{t}}}-1}
folgt die exakte Fisher-Gleichung
{\displaystyle (1+i_{t})=(1+r_{t})(1+\pi _{t+1}^{e})}
Die approximative Fassung ergibt sich, indem man die rechte Seite ausmultipliziert
{\displaystyle (1+i_{t})=1+r_{t}+\pi _{t+1}^{e}+r_{t}\pi _{t+1}^{e}}
und die Multiplikation {\displaystyle r_{t}\pi _{t+1}^{e}} vernachlässigt:
{\displaystyle i_{t}\approx r_{t}+\pi _{t+1}^{e}}
Sowohl der Realzins als auch die Inflationsrate werden hier als Dezimalbruch gemessen, d. h. eine erwartete Inflationsrate von 2 % Prozent entspricht {\displaystyle \pi _{t+1}^{e}=0{,}02}, so dass das Produkt {\displaystyle r_{t}\pi _{t+1}^{e}} für realistische Größenordnungen des Realzinses vernachlässigbar klein ist.
Die approximative Fassung wird vor allem für illustrative und theoretische Darstellungen verwendet. Für praktische Berechnungen sollte immer die exakte Fassung verwendet werden.

## Alternative Formulierung der Fisher-Gleichung (Reales Arbitrageargument)
Falls sich die ökonomischen Agenten nicht für nominale, sondern reale Renditen interessieren, so ist das zu verwendende Arbitrageargument ein reales. In diesem Fall muss der erwartete reale Ertrag einer nominalen Geldanlage mit Nettozins {\displaystyle i_{t}}und der reale Ertrag einer realen Investition gleichgesetzt werden:
{\displaystyle E_{t}\left[(1+i_{t}){\frac {P_{t}}{P_{t+1}}}\right]=(1+r_{t})}
{\displaystyle E_{t}}bezeichnet den bedingten Erwartungswert. Zusammen mit der Definition der Netto-Inflationsrate, folgt die exakte Fisher-Gleichung in der realen Form als
{\displaystyle E_{t}\left[{\frac {1+i_{t}}{1+\pi _{t+1}}}\right]=(1+r_{t})}
Diese Gleichung ergibt sich zum Beispiel in nutzenbasierten allgemeinen Gleichgewichtsmodellen unter Risikoneutralität oder wenn die Kovarianz des stochastischen Diskontfaktors mit der Inflation Null ist. Der Unterschied zur ursprünglichen Fisher-Gleichung besteht darin, dass der Effekt der Inflation auf den erwarteten realen Ertrag relevant ist und nicht die erwartete Inflation per se. Diese Unterscheidung ergibt sich aufgrund der Jensenschen Ungleichung, welche den Erwartungswert betrifft.
Diese Unterscheidung ist nur dann nicht relevant, wenn der Erwartungswert der Inflation mit Sicherheit eintritt, d. h.
{\displaystyle E_{t}\left[{\frac {1}{1+\pi _{t+1}}}\right]={\frac {1}{1+E_{t}\pi _{t+1}}}}
bzw. „certainty equivalence“ hält. Letzteres ist zum Beispiel der Fall, wenn die Fisher-Gleichung wie bei der Herleitung der approximativen Version linearisiert wird. In diesem Fall kommt die Jensensche Ungleichung nicht zum Tragen, so dass die approximative Fassung der ursprüngliche, nominalen Fisher-Gleichung und die approximative Fassung der realen Fisher-Gleichung identisch sind.